# SN 2005ij
SN 2005ij – supernowa typu Ia odkryta 21 października 2005 roku w galaktyce A030421-0103. W momencie odkrycia miała maksymalną jasność 20,60m.